# Sigma (Capiz)
Sigma ist eine philippinische Stadtgemeinde in der Provinz Capiz. Sie hat 30.134 Einwohner (Zensus 1. August 2015).

## Baranggays
Sigma ist administrativ in 21 Baranggays unterteilt.
| - Acbo - Amaga - Balucuan - Bangonbangon - Capuyhan - Cogon - Dayhagon - Guintas - Malapad Cogon - Mangoso - Mansacul | - Matangcong - Matinabus - Mianay - Oyong - Pagbunitan - Parian - Pinamalatican - Poblacion Norte - Poblacion Sur - Tawog |